# Wissous
Wissous – miejscowość i gmina we Francji, w regionie Île-de-France, w departamencie Essonne.
Według danych na rok 1990 gminę zamieszkiwało 4888 osób, a gęstość zaludnienia wynosiła 537 osób/km² (wśród 1287 gmin regionu Île-de-France Wissous plasuje się na 331. miejscu pod względem liczby ludności, natomiast pod względem powierzchni na miejscu 421.).